# Susana Ribeiro (nadadora)
Susana Schnarndorf Ribeiro (Porto Alegre, 12 de outubro de 1967) é uma nadadora paralímpica brasileira.
Susana é uma atleta brasileira que teve uma carreira no triatlo quando, em 2005, aos 37 anos, foi acometida por uma doença degenerativa incurável, a atrofia de múltiplos sistemas. Através da natação, ela voltou ao esporte e hoje faz parte da Seleção de Natação Paralímpica Brasileira.

## Vida Profissional
A atleta começou sua carreira na natação aos 11 anos em Porto Alegre, Rio Grande do Sul, ao lado do técnico Mauri Fonseca. Susana foi pentacampeã brasileira de triatlo nas provas que aconteceram entre 1993 a 1997 e disputou os Jogos Pan-Americanos de 1995 em Mar Del Plata na Argentina. A atleta mudou-se para o Rio de Janeiro e casou-se com o triatleta brasileiro Alexandre Ribeiro, com quem participou de várias competições internacionais de triatlo. Susana participou de 13 WTC Ironman, venceu seis e teve três filhos, Kaillani, Kaipo e Maila. No entanto, apenas alguns meses após o nascimento da terceira filha em 2005, Alexandre e Susana se separaram. Alguns meses mais tarde, Susana começou a sentir os primeiros sintomas da doença – desconhecida até então.
Susana conquistou a medalha de prata nos Jogos Paralímpicos de Verão de 2016 no Rio de Janeiro, representando seu país na categoria 4x50 livre misto.

## Atrofia de múltiplos sistemas
Foram anos até Susana obter um diagnóstico correto. O seu estado de saúde piorou em 2008, quando praticamente perdeu a coordenação motora do lado esquerdo do corpo. Susana não foi capaz de criar sozinha os três filhos, que foram morar com o pai.
A atrofia de múltiplos sistemas (AMS) causa múltipla degeneração do sistema nervoso e consequente rigidez muscular, incluindo órgãos vitais como os pulmões e o coração. O dano neurológico é irreversível e permanente. A expectativa de sobrevida varia entre 5 a 10 anos.

## Paradesporto
Após um período de depressão profunda, Susana integrou a equipe de Natação Paralímpica Brasileira em 2010. Susana foi campeã e recordista brasileira nos 50m, 100m, 400m livres, 100m peito e 200m medley entre 2010 e 2012. Nas Paralimpíadas de Londres foi quarta colocada nos 100m peito SB7[carece de fontes?] e quinta nos 200m medley SM7. Já em 2013, Susana foi campeã mundial nos 100m peito na categoria SB6 no Mundial de Natação Paralímpica do IPC[carece de fontes?] que ocorreu em Montreal, Canadá, além de receber o prêmio de melhor atleta feminina no Prêmio Paralímpicos 2013 no Rio de Janeiro. Susana foi medalhista de prata nos Jogos Paralímpicos Rio 2016, no revezamento 4x50m livres misto, juntamente com os nadadores Daniel Dias, Joana Silva e Clodoaldo Silva no dia 9 de setembro de 2016.

## Aparições no cinema
Em 2016, Susana foi retratada nas telas do cinema pelo documentário ‘Para Todos’  de Marcelo Mesquita, juntamente com outros nomes do paradesporto brasileiro.
Em 2018, estreou o documentário 'Um dia para Susana', dirigido por Giovanna Giovanini e Rodrigo Boecker, que retratou Susana entre os anos de 2014 e 2016, mostrando seus dramas familiares e de saúde, durante sua jornada aos Jogos Paralímpicos de 2016 no Rio de Janeiro. O filme teve sua estreia mundial durante a 42ª Mostra Internacional de São Paulo e foi seleção oficial do 40º Festival de Havana, 43º Festival de Atlanta nos Estados Unidos, 17º Gdansk DocFilm Festival na Polônia e 13º This Human World na Áustria, onde recebeu menção honrosa do júri na sessão Up and Coming.

## Apoio à pesquisa e caridade
Desde setembro de 2017, Susana faz parte do fundo ‘Susana Schnarndorf’, criado em parceria com a organização não-governamental norte americana Defeat MSA. Os fundos, como o de Susana, foram criados para ajudar a financiar educação médica, apoio ao paciente e pesquisa científica promissora em busca de uma cura para a atrofia de múltiplos sistemas.